# Легеллек, Жан-Филипп
Жан-Фили́пп Легелле́к (фр. Jean-Philippe Leguellec; 31 июля 1985, Кингстон, Онтарио) — канадский биатлонист. Участник трёх зимних Олимпиад.
Завершил карьеру в сезоне 2013/2014 годов.

## Спортивная карьера
Начал заниматься биатлоном в 13 лет. В сезоне 2004—2005 стал чемпионом мира среди юниоров, выиграв спринтерскую гонку, а также взял «серебро» в преследовании и эстафете. В 2006 году стал бронзовым призёром юниорского чемпионата в спринте. За основную команду впервые выступил в сезоне 2005—2006, однако в число тридцати лучших в личных гонках ни разу не попал.
Был участником Олимпийских игр в Турине. Хотя Легеллек не добился там особенных результатов, туринский опыт нацелил его, по его же собственным словам, на достижение подиума на Олимпиаде в Ванкувере.
Первые кубковые очки набрал в начале сезона 2007—2008, заняв 23-е место в спринте. С сезона сезона 2008—2009 регулярно попадает «в очки»[уточнить]. Лучшим результатом Легеллека стала победа в спринте в шведском Эстерсунде 1 декабря 2012 года. Главные претенденты на победу промахивались, а канадец отстрелялся чисто на двух огневых рубежах и опередил на 18,1 секунды ближайшего соперника Алексиса Бёфа. Сам спортсмен, по его словам, долго не мог поверить в свой успех.

## Кубки мира
- 2007—2008 — 77-е место (15 очков)
- 2008—2009 — 32-е место (252 очка)
- 2009—2010 — 30-е место (309 очков)
- 2010—2011 — 50-е место (122 очка)
- 2011—2012 — 37-е место (246 очков)
- 2012—2013 — 35-е место (246 очков)